# Ruta nacional PE-04
La ruta nacional PE-04 es una carretera transversal que comunica la Panamericana Norte con el puerto marítimo de Bayóvar. Consta de una única calzada con doble sentido.

## Trayectoria
Emp. PE-1N (El Cruce) - Dv. Sechura (PE-1N K) - Bayóvar - Terminal Bayóvar - Bapo.